# Элет (Аквитания)
Эле́т (фр. Hélette) — коммуна во Франции, находится в регионе Аквитания. Департамент — Атлантические Пиренеи. Входит в состав кантона Пеи-де-Бидаш, Амикюз и Остибар. Округ коммуны — Байонна.
Код INSEE коммуны — 64259.

## География

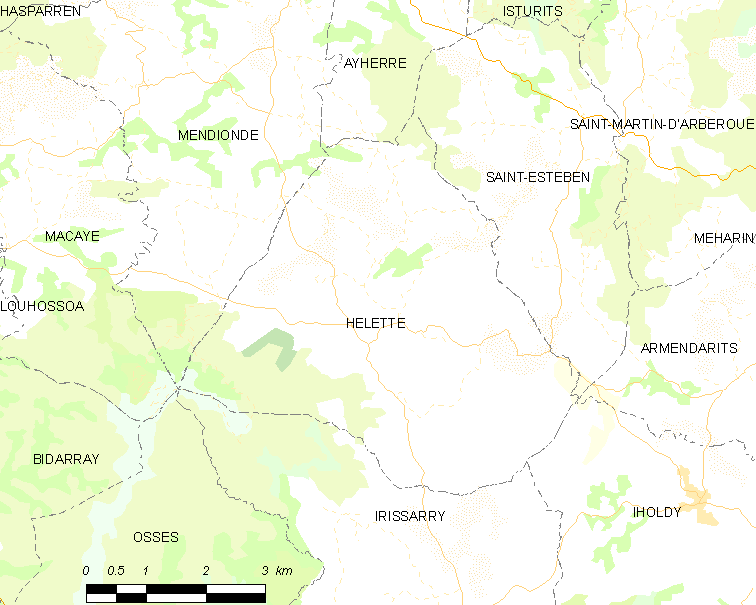
Карта коммуны

Коммуна расположена приблизительно в 680 км к юго-западу от Парижа, в 180 км южнее Бордо, в 75 км к западу от По.

## Климат
Климат тёплый океанический. Зима мягкая, средняя температура января — от +5°С до +13°С, температуры ниже −10 °C бывают редко. Снег выпадает около 15 дней в году с ноября по апрель. Максимальная температура летом порядка 20-30 °C, выше 35 °C бывает очень редко. Количество осадков высокое, порядка 1100 мм в год. Характерна безветренная погода, сильные ветры очень редки.

## Население
Население коммуны на 2010 год составляло 703 человека.
| 1962 | 1968 | 1975 | 1982 | 1990 | 1999 | 2010 |
| ---- | ---- | ---- | ---- | ---- | ---- | ---- |
| 672  | 660  | 624  | 573  | 588  | 619  | 703  |

## Администрация
| Период | Период | Фамилия              | Партия | Примечания |
| ------ | ------ | -------------------- | ------ | ---------- |
| 1947   | 1977   | Луи Энсибур          |        |            |
| 1977   | 2008   | Мари-Андре Арбельбид |        |            |
| 2008   | 2020   | Филипп Этшепар       |        |            |

## Экономика
В 2010 году среди 481 человека трудоспособного возраста (15-64 лет) 372 были экономически активными, 109 — неактивными (показатель активности — 77,3 %, в 1999 году было 75,5 %). Из 372 активных жителей работали 354 человека (207 мужчин и 147 женщин), безработных было 18 (6 мужчин и 12 женщин). Среди 109 неактивных 36 человек были учениками или студентами, 50 — пенсионерами, 23 были неактивными по другим причинам.

## Фотогалерея

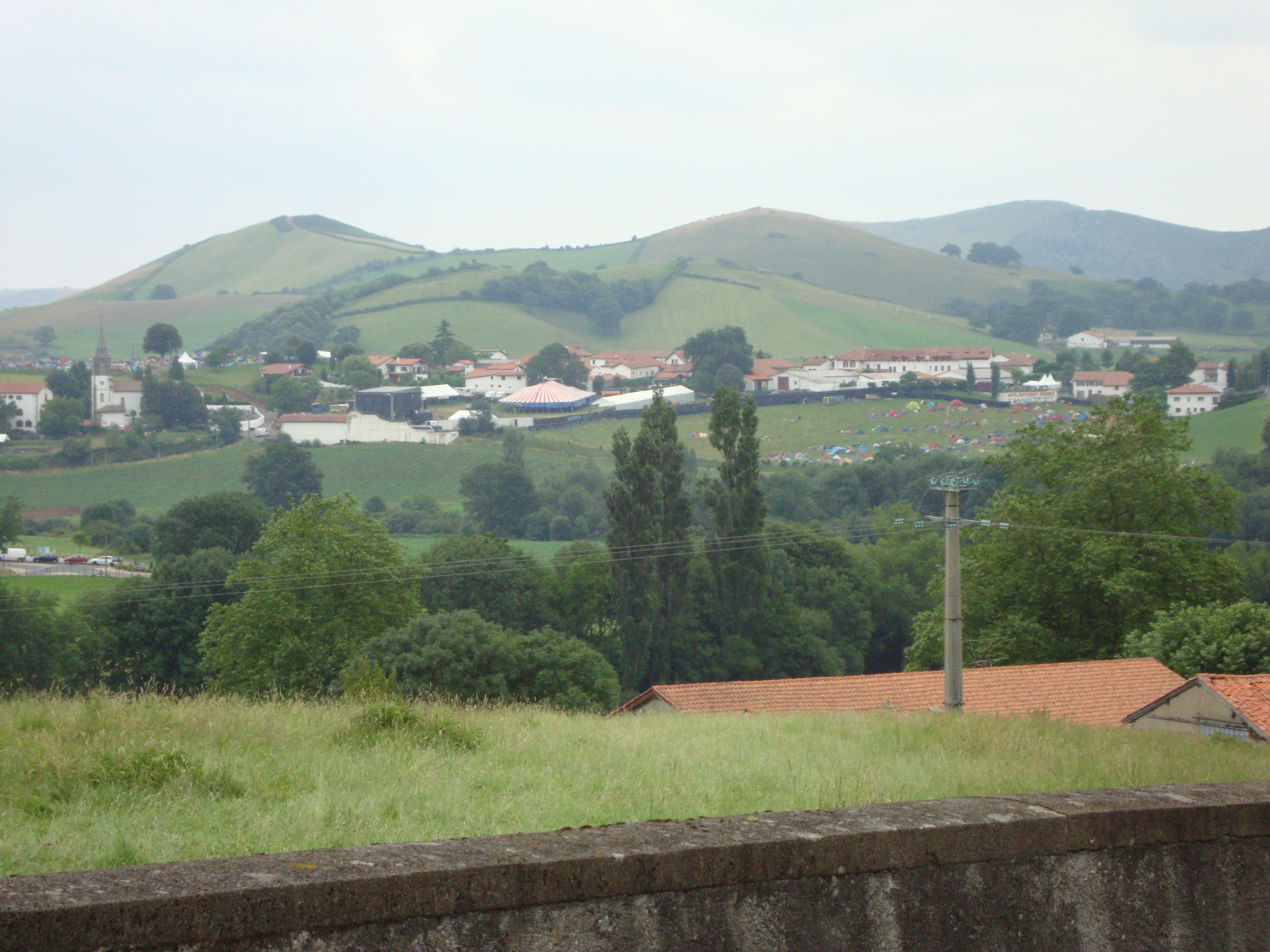
Элет
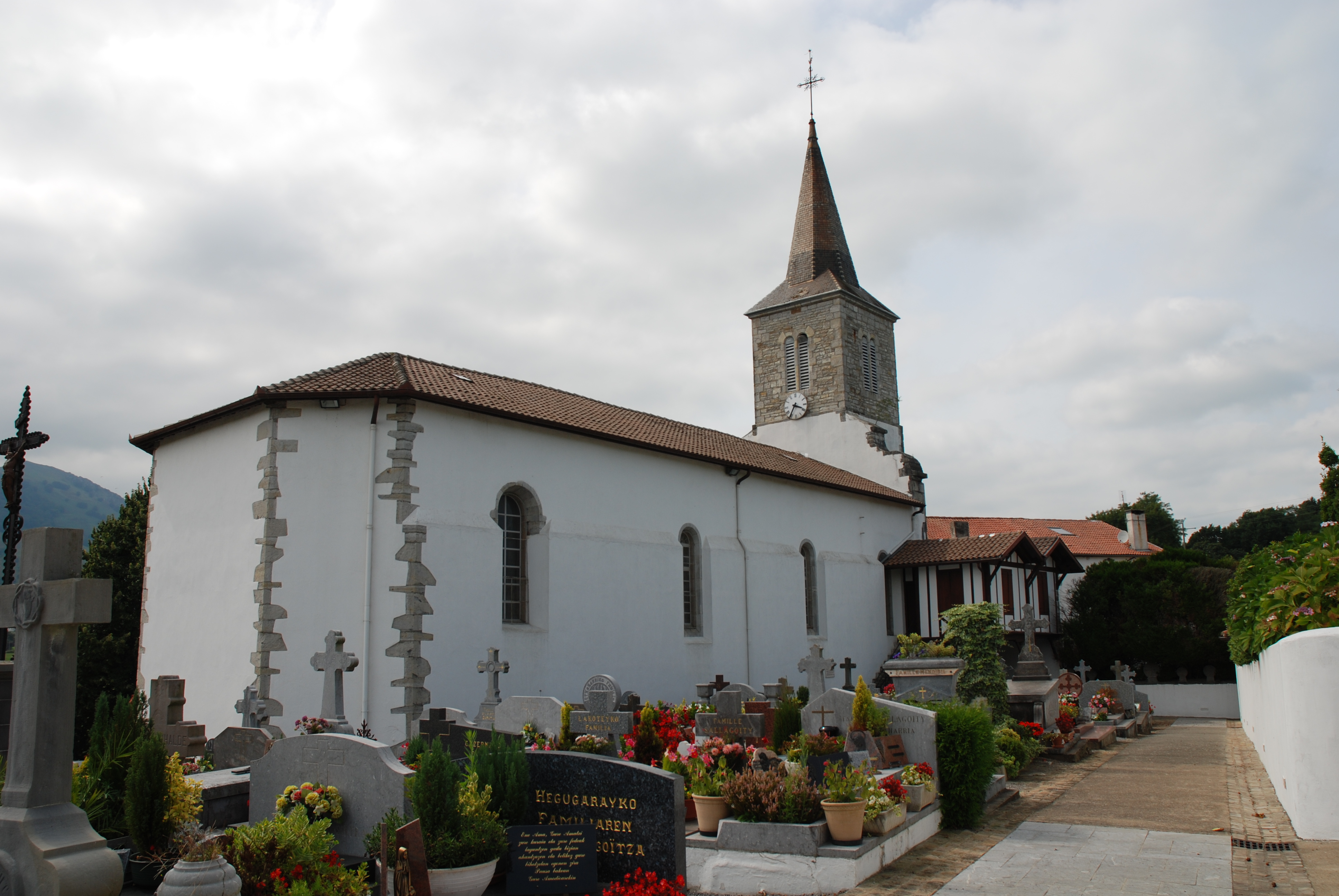
Церковь Нотр-Дам
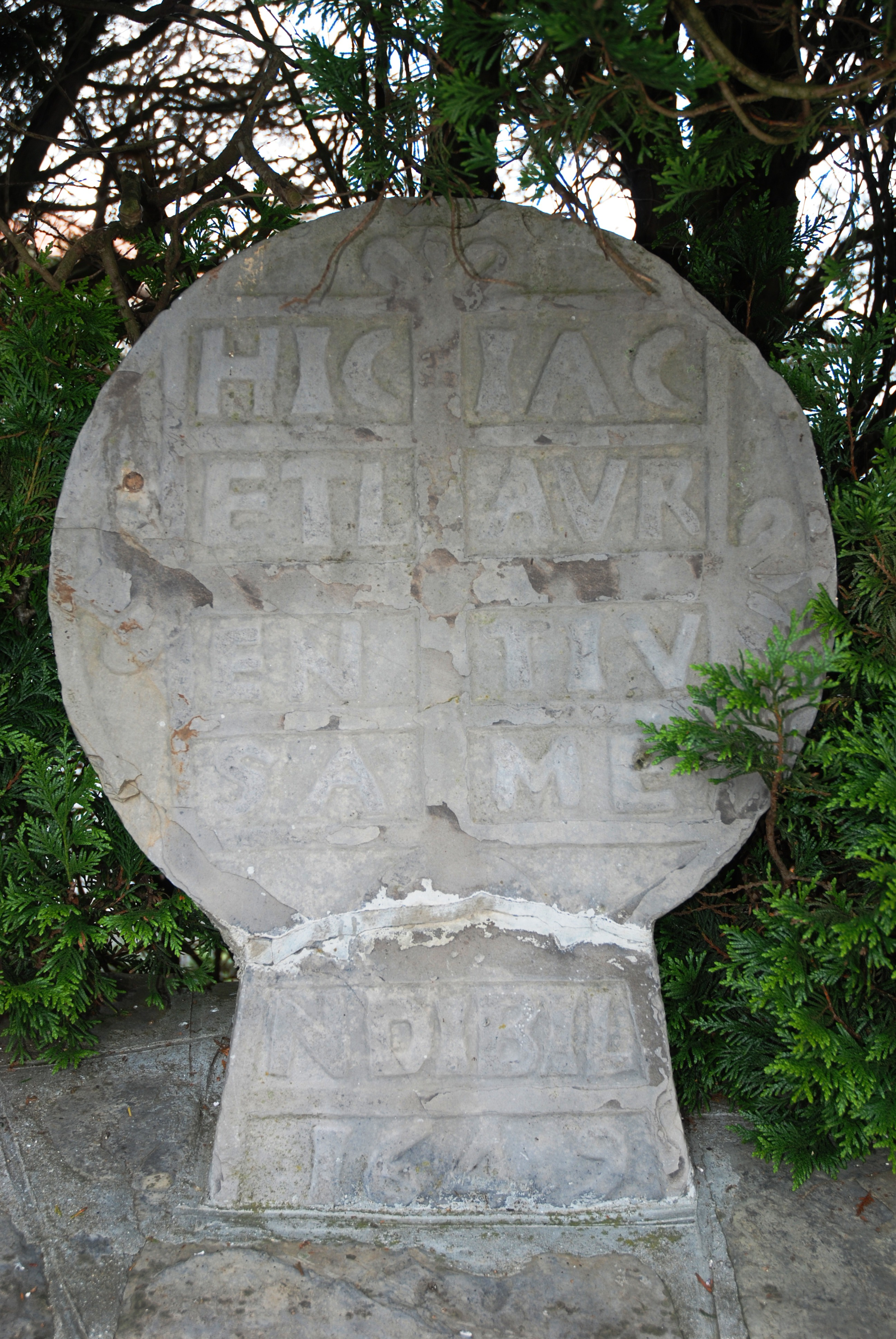
Баскская дискообразная стела
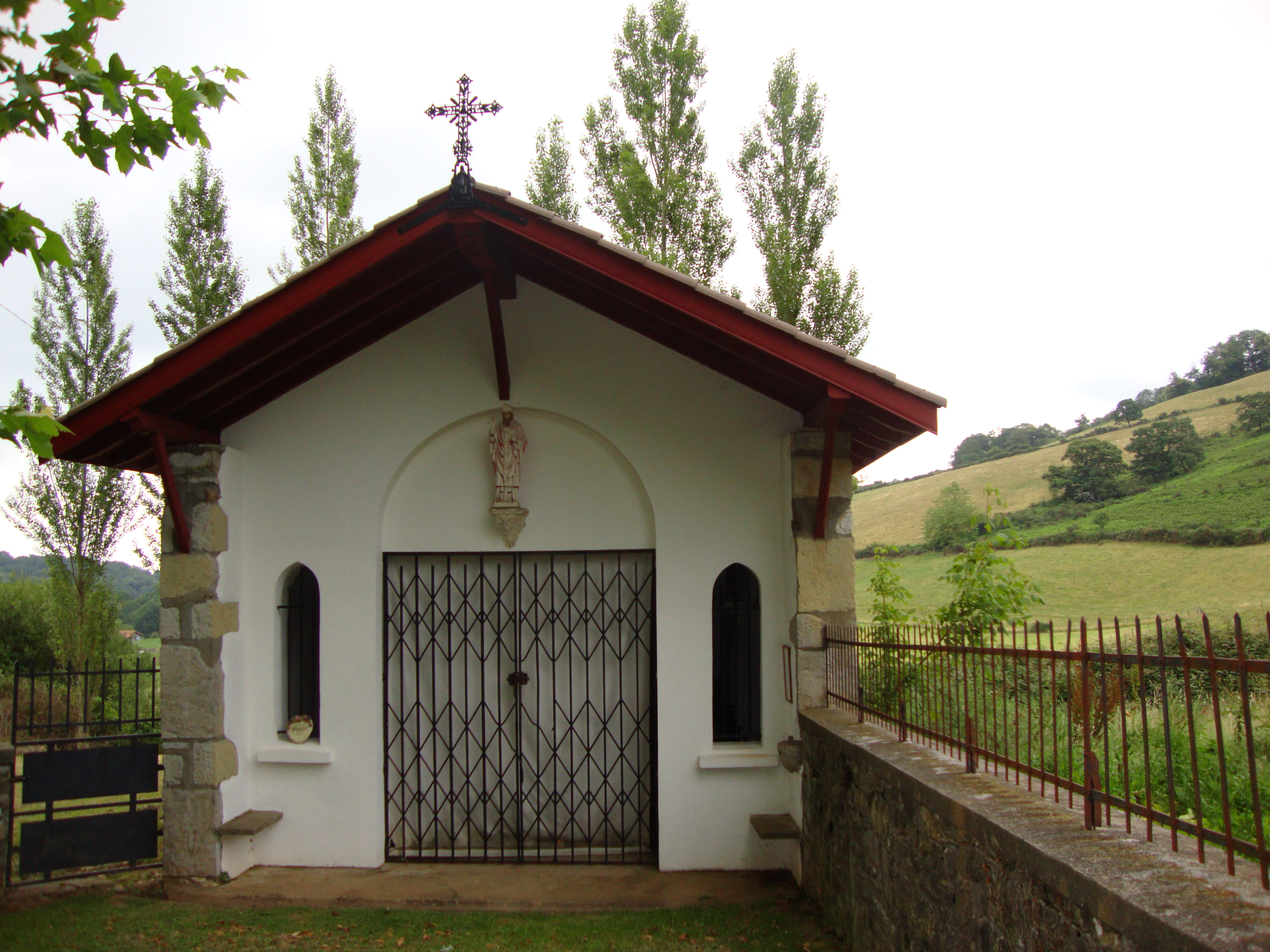
Часовня Св. Винсента
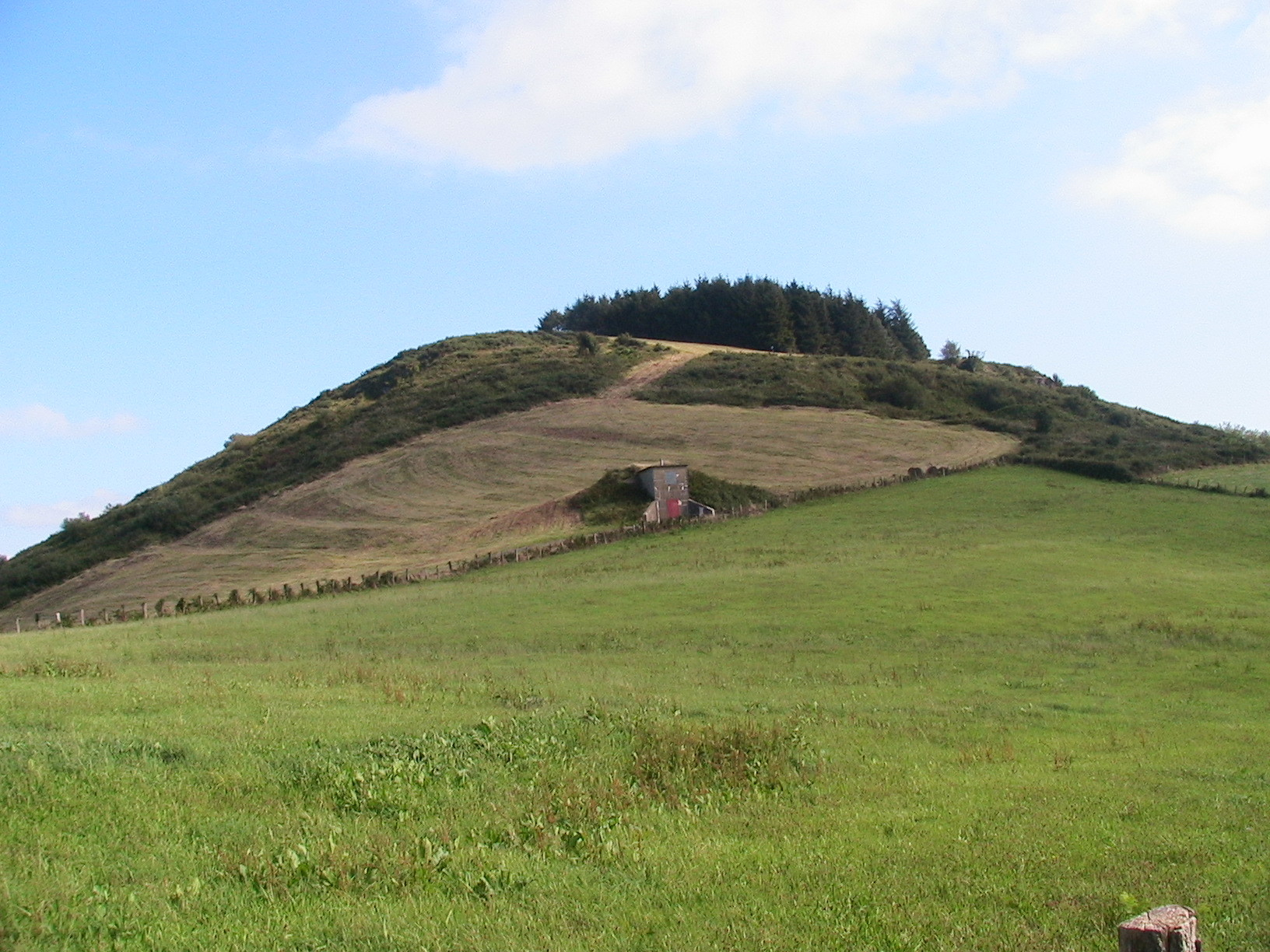
Гора Моан